# تارناوا، کاراش سورین
تارناوا، کاراش سورین (به لاتین: Târnova, Caraș-Severin) یک روستا در رومانی است که در شهرستان کاراش-سورین واقع شده‌است.

## خصوصیات
تارناوا ۱٬۹۰۸ نفر جمعیت دارد.